# Américo Tomás
Américo de Deus Rodriguez Tomás (Lisbona, 19 novembre 1894 – Cascais, 18 settembre 1987) è stato un ammiraglio e politico portoghese.
Fu presidente della Repubblica del Portogallo durante il regime dell'Estado Novo.

## Biografia
Américo Tomás, uscito dall'accademia navale, prese parte alla prima guerra mondiale. Divenuto retroammiraglio dal 1936 al 1940 fu capo di Stato maggiore del ministero della Marina.
Nel 1944 venne nominato dal primo ministro e dittatore António de Oliveira Salazar ministro della Marina, e lo restò fino al 1958.
Venne eletto tredicesimo presidente portoghese il 9 agosto 1958 e riconfermato nel 1965.
Dopo 36 anni come primo ministro dell'Estado Novo, Salazar nel settembre 1968, a seguito di un ictus cerebrale invalidante, fu rimosso dal potere dal presidente Tomás. Dopo aver valutato una serie di scelte, Tomás nominò come primo ministro Marcello Caetano. Tomás nel 1972 fu riconfermato presidente della Repubblica.
Fu deposto dai militari il 25 aprile 1974, a seguito della rivoluzione dei garofani. Tomás fu esiliato in Brasile, al tempo una dittatura militare, fino al 1980. Successivamente il presidente António Ramalho Eanes gli permise di rientrare in Portogallo, ma gli fu negata la reintegrazione nella Marina.

## Onorificenze

### Onorificenze portoghesi
Come Presidente della Repubblica:
Personalmente è stato insignito dei titoli di: